# Nicolaus Michael Oppel
Pour les articles homonymes, voir Oppel.
Nicolaus Michael Oppel est un naturaliste allemand, né le 7 décembre 1782 et mort le 16 février 1820 à Schönficht.

## Biographie
Il vient à Paris suivre les cours d’André Marie Constant Duméril (1774-1860) au Muséum national d'histoire naturelle. Il fait paraître deux mémoires dans les Annales du Muséum et surtout un petit livre intitulé Die Ordnungen, Familien und Gattungen der Reptilien als Prodrom einer Naturgeschichte derselben (Munich, 1811) où il suit la classification de son maître, Duméril. Il ne distingue parmi les reptiles que trois ordres : les Testudinés (les Chéloniens et les Amydes), les Écailleux (les Sauriens et les Ophidiens) et les Nus (les Apodes, les Écaudés ou Anoures et les Urodèles).